# FA Cup 1904-1905
La FA Cup 1904-1905 fu la trentaquattresima edizione del torneo calcistico più vecchio del mondo. Vinse per la quarta volta l'Aston Villa.

## Calendario
| Turno                           | Data                     |
| ------------------------------- | ------------------------ |
| Turno extra-preliminare         | Sabato 10 settembre 1904 |
| Turno preliminare               | Sabato 17 settembre 1904 |
| Primo turno di qualificazione   | Sabato 1º ottobre 1904   |
| Secondo turno di qualificazione | Sabato 15 ottobre 1904   |
| Terzo turno di qualificazione   | Sabato 29 ottobre 1904   |
| Quarto turno di qualificazione  | Sabato 12 novembre 1904  |
| Quinto turno di qualificazione  | Sabato 26 novembre 1904  |
| Sesto turno di qualificazione   | Sabato 10 dicembre 1904  |
| Turno intermedio                | Sabato 14 gennaio 1905   |
| Primo turno                     | Sabato 4 febbraio 1905   |
| Secondo turno                   | Sabato 18 febbraio 1905  |
| Terzo turno                     | Sabato 4 marzo 1905      |
| Semifinali                      | Sabato 25 marzo 1905     |
| Finale                          | Sabato 15 aprile 1905    |

## Turno intermedio
| Numero partita | Squadra locale         | Punteggio | Squadra ospite       | Data            |
| -------------- | ---------------------- | --------- | -------------------- | --------------- |
| 1              | Bristol City           | 2-1       | Blackpool            | 14 gennaio 1905 |
| 2              | Burnley                | 1-1       | Lincoln City         | 14 gennaio 1905 |
| Ripetizione    | Lincoln City           | 3-2       | Burnley              | 18 gennaio 1905 |
| 3              | Grimsby Town           | 2-0       | Gainsborough Trinity | 14 gennaio 1905 |
| 4              | West Bromwich Albion   | 2-5       | Leicester Fosse      | 14 gennaio 1905 |
| 5              | Brentford              | 1-1       | Reading              | 14 gennaio 1905 |
| Ripetizione    | Reading                | 2-0       | Brentford            | 18 gennaio 1905 |
| 6              | Portsmouth             | 0-0       | Chesterfield         | 14 gennaio 1905 |
| Ripetizione    | Portsmouth             | 2-0       | Chesterfield         | 18 gennaio 1905 |
| 7              | Brighton & Hove Albion | 1-2       | Bristol Rovers       | 14 gennaio 1905 |
| 8              | Manchester United      | 2-2       | Fulham               | 14 gennaio 1905 |
| Ripetizione    | Fulham                 | 0-0       | Manchester United    | 18 gennaio 1905 |
| Ripetizione    | Manchester United      | 0-1       | Fulham               | 23 gennaio 1905 |
| 9              | Plymouth Argyle        | 2-0       | Barnsley             | 14 gennaio 1905 |
| 10             | Bradford City          | 1-4       | Millwall             | 14 gennaio 1905 |

## Primo turno
| Numero partita | Squadra locale          | Punteggio | Squadra ospite          | Data             |
| -------------- | ----------------------- | --------- | ----------------------- | ---------------- |
| 1              | Bury                    | 1-0       | Notts County            | 4 febbraio 1905  |
| 2              | Liverpool               | 1-1       | Everton                 | 4 febbraio 1905  |
| Ripetizione    | Everton                 | 2-1       | Liverpool               | 8 febbraio 1905  |
| 3              | Southampton             | 3-1       | Millwall                | 4 febbraio 1905  |
| 4              | Stoke                   | 2-0       | Grimsby Town            | 4 febbraio 1905  |
| 5              | Nottingham Forest       | 2-0       | Sheffield United        | 4 febbraio 1905  |
| 6              | Blackburn               | 1-2       | The Wednesday           | 4 febbraio 1905  |
| 7              | Aston Villa             | 5-1       | Leicester Fosse         | 4 febbraio 1905  |
| 8              | Bolton Wanderers        | 1-1       | Bristol Rovers          | 4 febbraio 1905  |
| Ripetizione    | Bristol Rovers          | 0-3       | Bolton Wanderers        | 8 febbraio 1905  |
| 9              | Middlesbrough           | 1-1       | Tottenham Hotspur       | 4 febbraio 1905  |
| Ripetizione    | Tottenham Hotspur       | 1-0       | Middlesbrough           | 9 febbraio 1905  |
| 10             | Sunderland              | 1-1       | Wolverhampton Wanderers | 4 febbraio 1905  |
| Ripetizione    | Wolverhampton Wanderers | 1-0       | Sunderland              | 8 febbraio 1905  |
| 11             | Derby County            | 0-2       | Preston North End       | 4 febbraio 1905  |
| 12             | Lincoln City            | 1-2       | Manchester City         | 4 febbraio 1905  |
| 13             | Small Heath             | 0-2       | Portsmouth              | 4 febbraio 1905  |
| 14             | Woolwich Arsenal        | 0-0       | Bristol City            | 4 febbraio 1905  |
| Ripetizione    | Bristol City            | 1-0       | Woolwich Arsenal        | 8 febbraio 1905  |
| 15             | Newcastle United        | 1-1       | Plymouth Argyle         | 4 febbraio 1905  |
| Ripetizione    | Plymouth Argyle         | 1-1       | Newcastle United        | 8 febbraio 1905  |
| Ripetizione    | Newcastle United        | 2-0       | Plymouth Argyle         | 13 febbraio 1905 |
| 16             | Fulham                  | 0-0       | Reading                 | 4 febbraio 1905  |
| Ripetizione    | Reading                 | 0-0       | Fulham                  | 8 febbraio 1905  |
| Ripetizione    | Fulham                  | 1-0       | Reading                 | 13 febbraio 1905 |

## Secondo turno
| Numero partita | Squadra locale          | Punteggio | Squadra ospite    | Data             |
| -------------- | ----------------------- | --------- | ----------------- | ---------------- |
| 1              | Bristol City            | 0-0       | Preston North End | 18 febbraio 1905 |
| Ripetizione    | Preston North End       | 1-0       | Bristol City      | 23 febbraio 1905 |
| 2              | Stoke                   | 0-4       | Everton           | 18 febbraio 1905 |
| 3              | Aston Villa             | 3-2       | Bury              | 18 febbraio 1905 |
| 4              | The Wednesday           | 2-1       | Portsmouth        | 18 febbraio 1905 |
| 5              | Wolverhampton Wanderers | 2-3       | Southampton       | 18 febbraio 1905 |
| 6              | Tottenham Hotspur       | 1-1       | Newcastle United  | 18 febbraio 1905 |
| Ripetizione    | Newcastle United        | 4-0       | Tottenham Hotspur | 22 febbraio 1905 |
| 7              | Manchester City         | 1-2       | Bolton Wanderers  | 18 febbraio 1905 |
| 8              | Fulham                  | 1-0       | Nottingham Forest | 18 febbraio 1905 |

## Terzo turno
| Numero partita | Squadra locale    | Punteggio | Squadra ospite    | Data         |
| -------------- | ----------------- | --------- | ----------------- | ------------ |
| 1              | Preston North End | 1-1       | The Wednesday     | 4 marzo 1905 |
| Ripetizione    | The Wednesday     | 3-0       | Preston North End | 9 marzo 1905 |
| 2              | Aston Villa       | 5-0       | Fulham            | 4 marzo 1905 |
| 3              | Bolton Wanderers  | 0-2       | Newcastle United  | 4 marzo 1905 |
| 4              | Everton           | 4-0       | Southampton       | 4 marzo 1905 |

## Semifinali
| Numero partita | Squadra locale   | Punteggio | Squadra ospite      | Data          |
| -------------- | ---------------- | --------- | ------------------- | ------------- |
| 1              | Aston Villa      | 1-1       | Everton             | 25 marzo 1905 |
| Ripetizione    | Aston Villa      | 2-1       | Everton             | 29 marzo 1905 |
| 2              | Newcastle United | 1-0       | Sheffield Wednesday | 25 marzo 1905 |

## Finale
| Arbitro: | P. R. Harrower |

|                      |           |  |
| Harry Hampton 2’ 76’ | Marcatori |  |

| Aston Villa | Newcastle United |